# Municipio de New Folden
El municipio de New Folden (en inglés: New Folden Township) es un municipio ubicado en el condado de Marshall en el estado estadounidense de Minnesota. En el año 2010 tenía una población de 230 habitantes y una densidad poblacional de 2,54 personas por km².

## Geografía
El municipio de New Folden se encuentra ubicado en las coordenadas 48°19′34″N 96°18′12″O / 48.32611, -96.30333. Según la Oficina del Censo de los Estados Unidos, el municipio tiene una superficie total de 90.6 km², de la cual 90,6 km² corresponden a tierra firme y (0 %) 0 km² es agua.

## Demografía
Según el censo de 2010, había 230 personas residiendo en el municipio de New Folden. La densidad de población era de 2,54 hab./km². De los 230 habitantes, el municipio de New Folden estaba compuesto por el 100 % blancos. Del total de la población el 0 % eran hispanos o latinos de cualquier raza.